# Ludwig Weber
Ludwig Weber (Viena, 29 de juliol de 1899 – Viena, 9 de desembre de 1979) va ser un baix austríac dels anomenats "baix negre" per la profunditat de la seva veu.
Va estudiar amb Alfred Borrotau i va debutar el 1920 en la Volksoper de Viena i va prosseguir la seva carrera en teatres d'Alemanya.
Posseïdor d'una de les veus de baix de tipus fosc i cavernós més grans del segle xx, Weber tenia una demanda igualment alta de papers dolents i personatges nobles. Va ser un exponent destacat de la tècnica vocal coneguda com "escorça de Bayreuth". A mitjans de la dècada de 1920 Weber cantava en papers de mida mitjana i principal amb companyies més petites a tota Alemanya. El 1932 es va unir a l'Òpera Estatal de Baviera i el 1936 va ser convidat al Covent Garden on va cantar personatges wagnerians per al seu registre com Pogner, Gurnemanz, Hunding, Hagen, Daland, Rei Marke i a més Osmin, Rocco i el Commendatore.
En 1945 va passar a integrar la Wiener Staatsoper on va cantar fins al 1965. Va actuar en el Festival de Bayreuth entre 1951 i 1962 i en el Teatre Colón de Buenos Aires el 1948 i el 1949 dirigit per Erich Kleiber. El 1950 va participar en l'històric L'anell del nibelungo a La Scala, dirigit per Wilhelm Furtwängler. Va cantar diverses temporades al Gran Teatre del Liceu de Barcelona.
Es va retirar el 1965 per ensenyar en el Mozarteum de Salzburg.

## Discografia seleccionada
- Aïda: Joseph Keilberth i l'Orquestra Reichssenders de Stuttgart cantant el paper de Ramphis
- Boris Godunov: només fragments amb Carl Leonhardt i l'Orquestra reichssenders de Stuttgart, cantant el paper principal
- Don Giovanni: amb Rudolf Moralt (1955) cantant el rol del Commendatore
- Der fliegende Holländer: amb Hans Knappertsbusch (1955) cantant el rol de Daland
- Götterdämmerung: només fragments amb Wilhelm Furtwängler (1937) cantant el rol de Hagen
- Götterdammerung: amb Rudolf Moralt (1949) cantant el rol de Hagen
- Götterdammerung: amb Hans Knappertsbusch (1951) cantant el rol de Hagen
- La flauta màgica: amb Herbert von Karajan (1950) cantant el rol de Sarastro
- Els mestres cantaires de Nuremberg: amb Hans Rosbaud (Milà, 1955) cantant el rol de l'orfebre Pogner
- Els mestres cantaires de Nuremberg: amb Hans Knappertsbusch (1960) cantant el rol de Fritz Kothner el forner
- Rèquiem Mozart/Sussmayr amb Jascha Horenstein
- Parsifal: amb Hans Knappertsbusch (1951) cantant el rol de Gurnemanz
- Parsifal: amb Clemens Krauss (1953) cantant el rol de Gurnemanz
- Das Rheingold: amb Joseph Keilberth (1955) cantant el rol de Fasolt
- Der Ring des Nibelungen: amb Wilhelm Furtwängler (1950) cantant els rols de Fasolt, Hunding, Fafner i Hagen
- Der Rosenkavalier: amb Erich Kleiber (1954) cantant el rol de Baró Ochs
- Tristany und Isolda: amb Herbert von Karajan (1952) cantant el rol del rei Marke.